# Обсада на Аркот
Обсадата на Аркот (23 септември – 14 ноември 1751 г.) се състои около и в Аркот, Индия, между силите на Британската Източноиндийска компания, водени от Робърт Клайв, и силите на наваба на Карнатик, Чанда Сахиб, подпомогнат от малко войници на Френската Източноиндийска компания. Тя е част от Втората Карнатска война.

## Ход на обсадата
През лятото на 1751 г., Чанда Сахиб напуска Аркот, столицата на Карнатик, за да нападне Мохамед Али Уаладжах в Тричинополи. Клайв предлага да нападне Аркот, за да принуди Чанда Сахиб да вдигне обсадата. Мадрас и Форт Сейнт Дейвид му осигуряват само 200 европейци и 300 сепои и от осмината офицери, които ги водят, четирима са цивилни като Клайв, а шест никога не са били в действие. В допълнение войската има само три артилерийски оръдия. Първоначалната британска атака превзема форт Аркот по време на гръмотевична буря и войските на Клайв незабавно започват да укрепват сградата срещу обсада. Подпомогнат от част от населението, Клайв успява да прави внезапни нападения срещу обсаждащите войски. С отминаването на дните Чанда Сахиб изпраща голяма войска, водена от сина му, Раза Сахиб и неговите френски поддръжници, които влизат в Аркот, за да обсадят Клайв във форта.
Историкът Томас Маколи пише век по-късно за обсадата:
| „ | ... командирът, който трябваше да провежда отбраната...е младеж на двадесет и пет години, отгледан като библиотекар...Клайв...е направил нарежданията си и изтощен от умора, се хвърлил на леглото си. Събуден е от тревогата и незабавно застава на поста си....след три отчаяни атаки, обсадилите се оттеглят зад окопа. Борбата продължава около час...гарнизонът губи само пет или шест мъже. | “ |

Съвременният „Тузуке уаладжахи“ завява, че Клайв получава помощ от две хиляди маратски конници под командването на Мадина Али Хан и Юнус Хан, двама сердари (командири) на Мохамед Али Уаладжах. Това подкрепление се оказва повратна точка и Клайв и майор Лорънс успяват да доведат кампанията до успешен завършек.

## Последици
През 1754 г. първият от условните карнатски договора са подписани от Томас Сондърс, представителят на компанията в Мадрас, и Шарл Годехо, френският командир. Английското протеже, Мохамед Али хан Уаладжах е признат за набаб и двете държави се съгласяват да уравнят владенията си. Когато отново избухва война през 1756 г., по време на отсъствието на Клайв в Бенгал, французите получават успехи в северните райони и усилията на Мохамед Али хан Уаладжах ги прогонват от селищата им. Парижкият договор от 1763 г. формално утвърждава Мохамед Али Хан като набаб на Карнатик. В резултат на това действие и увеличеното британско влияние, от императора в Делхи идва ферман (декрет), признаващ британските владения в Южна Индия.
Поведението му по време на обсадата прави Клайв известен в Европа. Министър-председателят на Обединеното кралство Уилям Пит старши описва Клайв, който не е получил никакво формално военно обучение, като „роденият от небето генерал“, подкрепяйки щедрата оценка на ранния си командир, майор Лорънс. Дворът на директорите на Източноиндийската компания гласуват да му бъде даден меч на стойност £700, който той отказва да приеме, освен ако Лорънс не е подобно почетен. Той напуска Мадрас на път за дома след десетгодишно отсъствие, в началото 1753 г., но преди това се жени за Маргарет Маскелин, сестрата на неговия приятел Невилл Маскелин, който впоследствие е добре известен и като астроном.